# Кансона
Кансо́на (окс. canso, "пісня") — жанр пісні, створений провансальськими трубадурами, який згодом перейшов у французьку літературу та інші європейські літератури. Окситанське слово ввійшло в ужиток не раніше 1170 р., витіснивши давніше поняття vers («вірші»).
Похідні форми:
- Дескорт
- Же-парті
- Рондо
- Віреле
- В XIV столітті з кансони постають такі поетичні жанри:
  - Балада
  - Королівська пісня
  - Мотет (музичний прийом)
  - Пуатевеньське звучання (музичний прийом)
  - Естампи (танцювальна пісня)
  - Ротруенж (точний сенс невідомий)

Тематичні різновиди:
- Сірвента
- З XIII століття:
  - Ткацька пісня
  - Реверді
  - Пастурель
  - Альба
  - Плач (окс. planh)